# Libération de Rome
Cet article concerne l'évènement de la Seconde Guerre mondiale. Pour la campagne militaire pendant la période du Risorgimento, voir Campagne de l'Agro Romano pour la libération de Rome.
Seconde Guerre mondiale
Batailles
Invasion de la Sicile
- Lampedusa
- Corkscrew
- Mincemeat
- Barclay
- Animals
- Chestnut
- Narcissus
- Fustian
- Ladbroke
- Gela
- Troina
- Centuripe

Invasion de l'Italie
- Baytown
- Avalanche
- Rome
- Slapstick
- Armistice de Cassibile
- Achse
- Naples
- Bombardement du Vatican
- Ligne Volturno
- Libération de la Corse
- Ligne Barbara
- Bombardement de Bari

Ligne Gustave
- Ligne Bernhardt
- Raincoat
- San Pietro Infine
- Rivière Moro
- Ortona
- Rivière Rapido
- Monte Cassino
- Shingle
- Cisterna
- Diadem
- Strangle
- Ligne Trasimene
- Libération de Rome
- Ancône
- Brassard

Ligne gothique
- Rimini
- Saint-Marin
- Gemmano
- Montecieco
- Monte Castello
- Garfagnana

Offensive du printemps 1945
- Tombola
- Bowler
- Roast
- Bologne
- Argenta Gap
- Herring
- Collecchio

Guerre civile italienne
La libération de Rome est l'un des principaux épisodes de la campagne d'Italie de la Seconde Guerre mondiale.
Les 4 et 5 juin 1944, les troupes américaines du général Mark Wayne Clark parviennent à franchir les dernières lignes de défense de l'armée allemande et entrent dans la ville sans rencontrer de résistance, recevant l'accueil enthousiaste de la population romaine. Le feld-maréchal Albert Kesselring, commandant de la Wehrmacht en Italie, préfère se retirer vers le nord sans se battre dans la zone urbaine de Rome.

## Histoire

### Les troupes allemandes à Rome

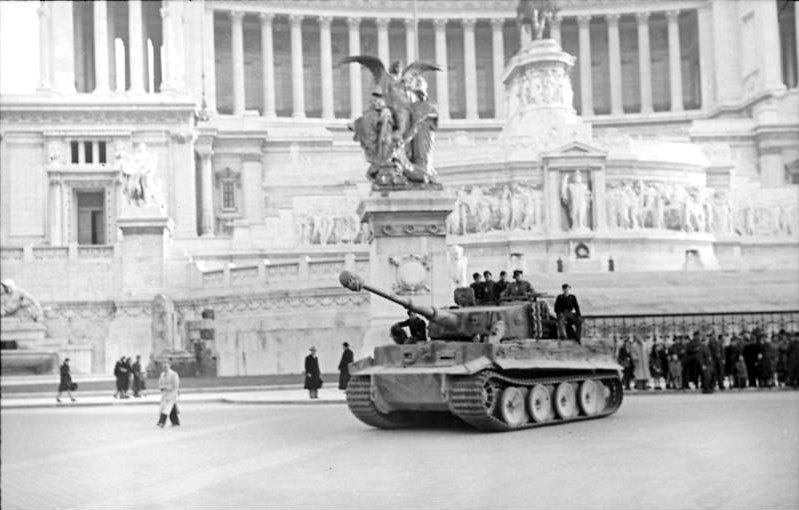
Un char allemand Panzerkampfwagen VI Tiger en face du Vittoriano en février 1944.

L'armistice de Cassibile du 8 septembre 1943 et la réaction rapide et brutale de l'armée allemande en Italie provoquent une catastrophe dans la structure politique, administrative, civile et militaire italienne. En quelques jours, la Wehrmacht occupe une grande partie de la péninsule, désarmant et capturant des centaines de milliers de soldats de l'armée italienne. Le roi Victor-Emmanuel III et le chef du gouvernement, le maréchal Pietro Badoglio, quittent Rome en hâte et trouvent abri à Brindisi. Les dirigeants italiens comptent avant tout sur l'aide des Alliés du général Dwight Eisenhower, présent en Calabre depuis le 3 septembre 1943 et débarqué le 9 septembre à Salerne. Le feld-maréchal Albert Kesselring, commandant les forces allemandes dans le centre-sud de l'Italie, réussit à contrôler la situation ; les Anglo-Américains débarqués à Salerne sont bloqués et subissent de lourdes pertes, tandis que les Allemands retraitent méthodiquement au nord de Naples. Parallèlement, le feld-maréchal allemand peut aussi occuper Rome dès le 11 septembre 1943, réprimant la résistance sporadique et confuse de certains militaires et groupes civils.
Malgré les promesses faites au général Giorgio Carlo Calvi di Bergolo de considérer Rome comme une ville ouverte, le feld-maréchal Kesselring prend rapidement des mesures draconiennes pour assurer le contrôle allemand de la capitale. Dans la soirée du 11 septembre 1943, le commandant allemand déclare dans son ordonnance apposée sur les murs de la ville que « la ville est un territoire de guerre soumis aux lois de guerre allemandes », que « toute grève est interdite, que tout résistant serait jugé sommairement et fusillé ». Le feld-maréchal déclare « qu'il est déterminé à assurer calme et discipline ». En peu de temps, alors que l'armée allemande parvient progressivement à arrêter l'avancée alliée sur la ligne du Garigliano, du Liri et du Sangro, sur la ligne Gustave, la structure d'occupation et de répression nazie est organisée à Rome avec la collaboration des autorités politiques et militaires collaborationnistes de la République sociale italienne. Le contrôle allemand de la capitale est coordonné par le « commandant de la ville de Rome », d'abord le général Rainer Stahel, puis le général Kurt Mälzer, par le chef de la mission diplomatique, Eitel Friedrich Moellhausen (it), par le chef de la police et des SS de Rome, le lieutenant colonel Herbert Kappler.

### Occupation et résistance
Dans une atmosphère de misère, de répression et de violence, la population romaine endure le dur régime d'occupation. Le 16 octobre 1943 commence l'opération de ratissage et de déportation des Juifs romains sans que le Pape Pie XII et les autorités du Vatican, axés sur une politique équidistante entre anglo-américains et allemands, puissent intervenir efficacement. Les premières activités de la Résistance romaine  entravent le contrôle nazi-fasciste de la capitale, mais les espoirs d'une libération rapide par l'arrivée des Alliés disparaît en novembre 1943.

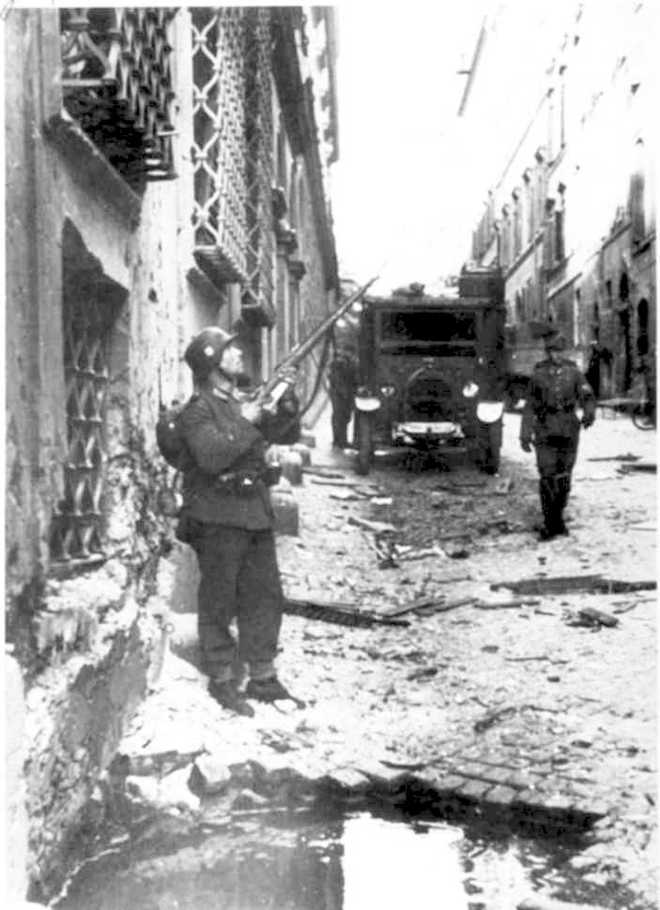
Soldats allemands via Rasella après l'attentat du 23 mars 1944.

À la fin du mois, il apparaît clairement qu'en raison des difficultés du territoire, du climat automnal inclément et surtout de la défense tenace des troupes allemandes du feld-maréchal Kesselring, les forces alliées ne peuvent pas rapidement surmonter les positions de la ligne Gustav en raison de la position stratégique de Cassino. Le général Mark Wayne Clark est le commandant de la 5e armée américaine qui débarque à Salerne le 9 septembre 1943 et qui doit livrer des combats difficiles pour avancer de quelques dizaines de kilomètres au-delà du Volturno. Le général est  déterminé à conquérir Rome à tout prix et à imiter Bélisaire, le seul conquérant de la ville par le sud.

« Non seulement nous voulions avoir l'honneur de prendre la ville, mais nous pensions la mériter... non seulement nous voulions devenir la première armée en quinze siècles à prendre Rome par le sud, mais nous voulions que la population locale sache que c'était la 5e armée qui avait accompli cette tâche. »

— Mark Wayne Clark - Mémoires de guerre
Malgré les échecs de l'automne, il reste concentré sur cet objectif et montre une vive rivalité avec les généraux britanniques auxquels il attribue la volonté de vouloir lui ôter la gloire d'être le premier à entrer à Rome. Le général Clark a aussi une confiance limitée en Winston Churchill, qui est apparemment le seul des « Trois Grands » à être en faveur de la poursuite de la campagne d'Italie, mais qu'il considère avant tout engagé à favoriser l'armée britannique au détriment de l'armée américaine.
Le 22 janvier 1944, pour sortir de l'impasse de la ligne Gustave et sous la pression du Premier ministre britannique Winston Churchill, les troupes américaines débarquent à Anzio, sur la côte sud de Rome, rencontrant d'abord une faible résistance. Au petit matin, il semble que la route soit ouverte pour une avancée rapide vers Rome. L'euphorie se répand dans la population et au sein des groupes de la Résistance. L'attente d'une libération est imminente, des plans sont préparés pour une insurrection, mais en peu de temps, la situation change complètement, car les troupes anglo-américaines débarquées, au lieu d'avancer, restent sur leur position afin de consolider la tête de pont, ce qui donne le temps au feld-maréchal Kesselring d'engager de puissantes forces de réserve et de contre-attaquer. Au même moment, à Rome, l'appareil répressif nazi-fasciste entre en action et frappe durement les résistants,.
Alors que les contre-attaques allemandes à Anzio sont repoussées par les troupes anglo-américaines, qui restent néanmoins bloquées pendant dans l'étroite tête de pont visée par l'artillerie ennemie, les tentatives du général Clark pour percer la ligne Gustave échouent. Les offensives alliées de janvier et mars 1944 contre le bastion de Cassino se terminent par des échecs. Pendant cette phase d'usure de combat sur le front, la Résistance romaine tente de réagir à la répression et lance le 23 mars 1944 l'attentat de Via Rasella qui déclenche les représailles des Fosses ardéatines, exigées par Hitler et approuvées par le maréchal Kesselring et les généraux Eberhard von Mackensen et Mälzer.

### Opération Diadem
En avril 1944, le général Clark, ébranlé par des échecs répétés, rentre en secret aux États-Unis où il reste deux semaines, pendant lesquelles les dirigeants américains lui communiquent la planification alliée. L'opération Overlord, le grand débarquement en France, est prévue le 5 juin 1944 et la libération de Rome par les américains avant cette date aurait une importance propagandiste considérable. Le général Clark, toujours déterminé à conquérir Rome par ambition personnelle, rentre en Italie déterminé à lancer une nouvelle offensive. En même temps, Winston Churchill et le général Harold Alexander, commandant de toutes les forces alliées en Italie, sont disposés à reprendre les opérations contre la ligne Gustave, visant à obtenir un succès stratégique et à poursuivre la campagne d'Italie, évitant ainsi un éventuel débarquement en Provence, jugé inutile et coûteux. Au printemps, plusieurs nouvelles divisions anglo-américaines arrivent au front tandis que le général John Harding, chef d'état-major du général Alexander, planifie la nouvelle opération offensive, baptisée « opération Diadem ».

### Arrivée des troupes américaines du général Clark

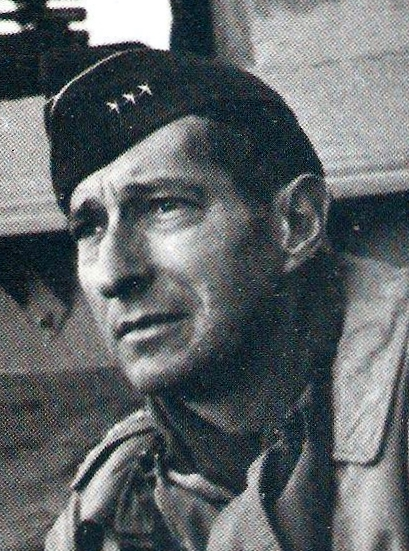
Mark Wayne Clark en 1944

Après la percée dans le secteur de Cassino et dans le secteur de la tête de débarquement d'Anzio et Nettuno, le commandant allemand, le feld-maréchal Albert Kesselring, organise la retraite de ses forces sur la ligne gothique, abandonnant ainsi Rome, que l'Italie avait longtemps proclamée ville ouverte, mais que les Allemands avaient continué à utiliser comme quartier général de commandement ainsi que comme nœud de communication et de transport.
Rome est finalement libérée le 4 juin par la 5e armée américaine commandée par Mark Wayne Clark , provenant du secteur d'Anzio.
Un des incidents les plus controversés de l'histoire de la Cinquième Armée s'est produit à ce moment-là. La conception stratégique du Général Sir Harold Alexander, commandant les Armées Alliées en Italie, prévoit que les forces du VIe corps, sortant d'Anzio, capturent les forces allemandes en retraite, et soient neutralisées par les cinquième et huitième armées. Cependant, en violation des ordres, Clark détourne les unités du VIe Corps vers Rome, laissant un petit contingent pour bloquer les Allemands. Cela n'a pas été fait et les forces allemandes ont réussi à s'échapper et à rétablir une ligne cohérente au nord de Rome. Clark prétend qu'il y avait d'importantes menaces allemandes qui nécessitaient la diversion, mais beaucoup pensent qu'il recherchait avant tout la gloire en étant le premier à libérer Rome. Mark Wayne Clark pense quant à lui que cette machination était destinée à glorifier Alexander.

« Je connais des intérêts et des machinations pour que la 8e armée britannique s'empare de Rome... si seulement Alexander essaie de faire quelque chose de ce genre, il aura une autre bataille à mener : contre moi.... »

— Mark Wayne Clark dans son journal personnel du 5 mai 1944

## Conséquences
La libération de la capitale a quelques effets sur le royaume du Sud (Regno del sud), qui a pris fin en février 1944 comme dans presque tout le reste de l'Italie sous le contrôle allié de l'AMGOT, l'administration militaire alliée des territoires occupés. Le roi Victor-Emmanuel III désigne son fils Humbert II comme « lieutenant du royaume » et se retire. Humbert II s'installe au Quirinal et, sur proposition du Comité de libération nationale, confie la formation du nouveau gouvernement à Ivanoe Bonomi, un dirigeant politique âgé, plusieurs fois président du Conseil avant l'avènement du fascisme. Avec le gouvernement Bonomi, Salerne devient à toutes fins utiles la capitale du royaume d'Italie et pas seulement du « royaume temporaire du Sud ».
L'« opération Diadem » se termine avec succès et la libération de Rome, qui a sans doute une signification symbolique et politique, mais n'apporte pas de résultats décisifs du point de vue stratégique. Les Allemands perdent environ 10 000 hommes et 20 000 prisonniers. Les forces alliées subissent de lourdes pertes (18 000 Américains, 14 000 Anglais et 10 000 Français), sans réussir à détruire les deux armées du maréchal Kesselring qui se replient en ordre au nord de Rome. De plus, en raison des choix stratégiques fondamentaux des dirigeants politico-militaires alliés, Alexander renonce à son projet d'exploiter la victoire par une marche ambitieuse vers le nord-est de l'Italie et l'Autriche. En effet, les dirigeants américains s'opposent à ce projet et imposent l'exécution le 15 août 1944 de l'opération  Anvil Dragoon déjà programmée, qui prévoit un débarquement en France du sud avec une partie des troupes de Clark. Ainsi les généraux Truscott et Juin quittent le front italien et trois divisions américaines et quatre françaises sont retirées pour préparer le débarquement en Provence. Alexander doit aussi abandonner la plupart des forces aériennes de soutien tactique.
Le général britannique peut donc reprendre l'avance au nord de Rome dès le 5 juin 1944, mais ses forces s'affaiblissent progressivement du fait du départ des divisions franco-américaines ; de plus, l'offensive alliée laisse le temps au haut commandement allemand pour réorganiser ses forces avec l'arrivée de quatre nouvelles divisions provenant des autres fronts. Albert Kesselring réussit à contrôler la situation et à éviter la défaite irréversible, menant dans l'ordre la retraite de ses troupes à travers l'Italie centrale. Il se replie d'abord vers le lac de Bolsena puis sur la nouvelle ligne du lac Trasimène, la ligne Albert. Le feld-maréchal réussit à convaincre Hitler d'abandonner une résistance à outrance et d'adopter une défense élastique pour gagner du temps.

### Filmographie
- 1945 : Rome ville ouverte (Roma città aperta) de Roberto Rossellini
- 2004 : Americani a Roma, film documentaire de Pino Nazio (it)